# Pompeia (gente)
A gente Pompéia (em latim: Pompeia, pl. Pompeii), cujo nome é Pompeu ou Pompeio (em latim: Pompeius), era uma importante gente plebeia da Roma Antiga oriunda da região italiana de Piceno, localizada entre os Apeninos e o Adriático. 

## Membros
- Lúcio Pompeu, um tribuno militar, em 171 a.C., no exército de Públio Licínio Crasso durante a guerra contra o rei Perseu da Macedônia.
- Quinto Pompeu Aulo, cônsul em 141 a.C..
- Quinto Pompeu, tribuno da plebe em 132 a.C. e adversário de Tibério Graco; é possível que seja o cônsul em 141 a.C..
- Sexto Pompeu Virdocto, irmão de Pompeu Estrabão.
- Cneu Pompeu Estrabão, pai de Pompeu Magno e cônsul por quatro vezes.
- Quinto Pompeu Rufo, genro do ditador romano Lúcio Cornélio Sula, marido de Cornélia Sula, morto em 88 a.C..
- Quinto Pompeu Rufo, cônsul em 88 a.C., filho do tribuno da plebe em 132 a.C..
- Aulo Pompeu, irmão do cônsul em 88 a.C. e tribuno da plebe em 102 a.C., filho do tribuno da plebe em 132 a.C..
- Quinto Pompeu Rufo, pretor em 63 a.C. e procônsul da África em 61 a.C..
- Quinto Pompeu Rufo, neto de Sula e tribuno da plebe em 52 a.C., exilado para a Campânia.
- Pompeu, conhecido como "Pompeu Magno", um dos maiores generais romanos de todos os tempos, triúnviro e cônsul por três vezes.
- Quinto Pompeu Bitínico, filho do tribuno em 102 a.C., morreu com Pompeu Magno durante a guerra civil.
- Aulo Pompeu, filho de Quinto Pompeu Bitínico, pretor na Sicília em 44 a.C. e executado por Sexto Pompeu.
- Cneu Pompeu, filho mais velho de Pompeu Magno.
- Sexto Pompeu, filho mais jovem de Pompeu Magno e almirante rebelde durante a Guerra Civil dos Liberatores contra o Segundo Triunvirato.
- Sexto Pompeu, cônsul em 35 a.C..
- Cneu Pompeu Trogo, historiador romano do século I a.C..
- Cneu Pompeu, cônsul sufecto em 31 a.C..
- Sexto Pompeu, cônsul em 14.
- Quinto Pompeu Mácer, pretor na época de Tibério.
- Pompeu Urbico, cavaleiro que viveu na época do imperador Cláudio.
- Cneu Pompeu Magno, primeiro marido da princesa romana Cláudia Antônia e genro do imperador Cláudio.
- Caio Pompeu Longino Galo, cônsul em 49.
- Pompeu Eliano, questor que viveu na época de Nero.
- Lúcio Pompeu Plócio, governador da Germânia Inferior em 57.
- Marco Pompeu Silvano, cônsul sufecto em 45 e 76 e procônsul da África no século I a.C..
- Quinto Pompeu Trião, cônsul sufecto em 80.
- Lúcio Pompeu, pai da imperatriz romana Pompeia Plotina, esposa do imperador Trajano, século I.
- Quinto Pompeu Rufo, governador da Mésia Inferior em 99.
- Quinto Pompeu Falco, político romano do século II.
- Sexto Pompeu Festo, gramático romano do século II conhecido como Festo.